# 法兰克福地铁
法兰克福地铁（德語：Frankfurt U-Bahn），是德国法兰克福的城市轨道交通系统，与法兰克福城铁、法蘭克福有軌電車共同构成法兰克福的公共交通系统。法兰克福地铁于1968年开通运营，屬於準地鐵系統，以有軌電車的技術、車輛，運行於地下隧道。目前，法兰克福地铁共有9条營運线路，行駛於3個主要幹線與其支線，路網共有85个车站，84個營運中，总长度达64.85公里。59%的地铁线路为地下线，年運量達1.44億人次。

## 準地鐵
準地鐵是指在修建過程中，部分或全部路段按照地鐵的水準修建的輕軌或有軌電車系統，一方面節省經費，同時以便日後升級成地鐵。法蘭克福地鐵即屬於此種準地鐵運輸系統，雖然一半以上的路段在地下運行，但車輛、電氣化和供電方式、運營模式都更貼近有軌電車，因此通常不被列入地鐵中。

## 歷史

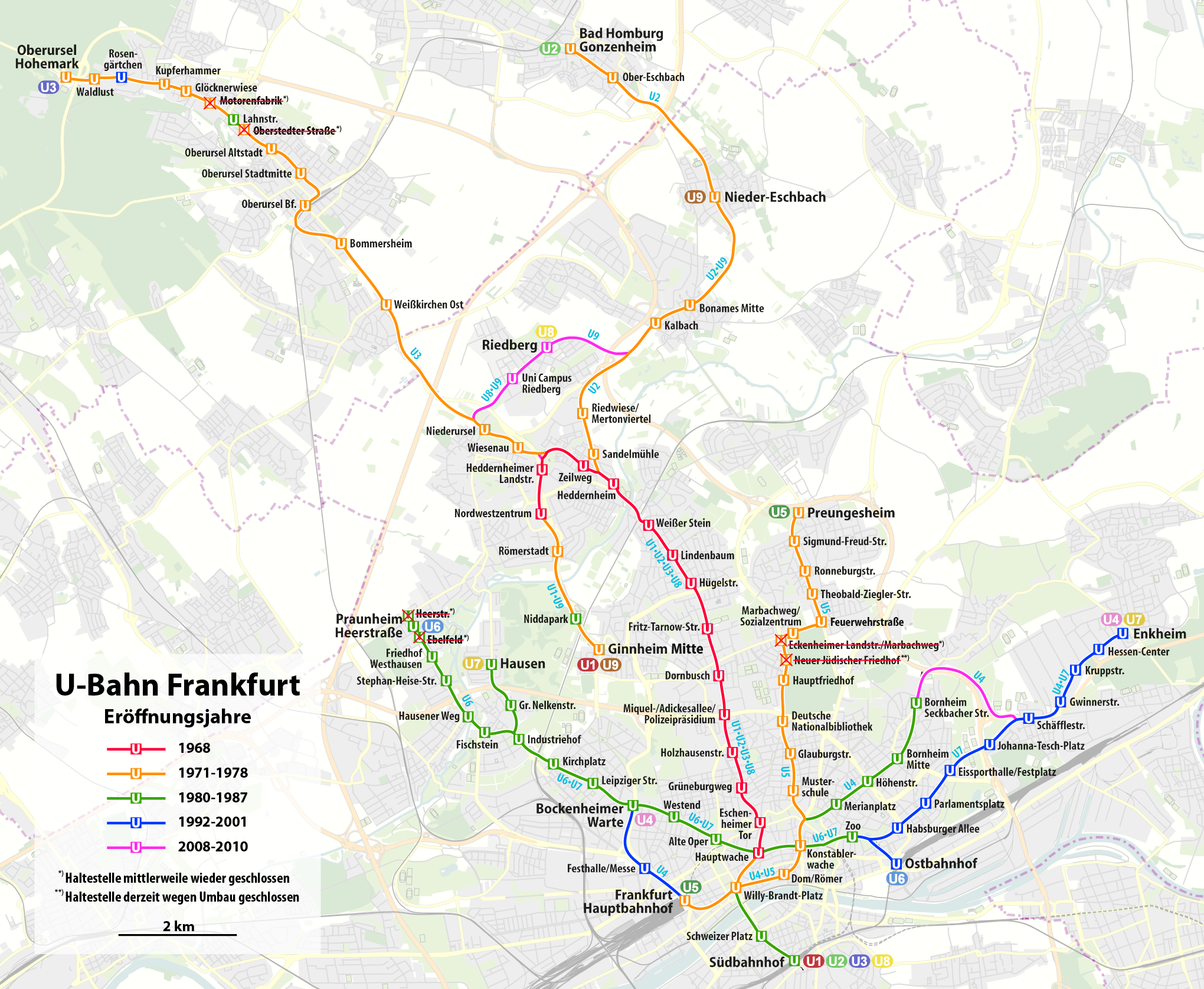
法蘭克福地鐵的歷史發展

### 規劃
1950年代法蘭克福的私用車輛暴增，同時有軌電車已經不堪負荷城市龐大的運輸需求，建設新的大眾運輸工具的訴求與規畫出現，當時出現的幾種可能的軌道運輸型態包括：單軌鐵路、準地鐵 (地下有軌電車)與地鐵。1960年市議會委託城市規劃專家比較單軌列車、準地鐵 和地鐵三者的成本。最終在 1961 年底做出了支持準地鐵系統的決定，並分三個階段向地鐵系統轉變，在第一個階段只在市區建地下隧道，其餘地區則使用有軌電車的軌道；第二階段隧道向市郊延伸，非地下路段路權逐步獨立；第三節段則完全轉變為地鐵系統。

### 建設與開通
1963年埃舍爾蘭大街下的隧道動工，然而一年之後建設就面臨財務問題，稅收收入的下降和以聯邦和州政府利益為導向的稅收政策已使許多地方的市政當局瀕臨崩潰。1964 年，法蘭克福是德國負債最重的城市，達到14 億德國馬克，而市政預算僅為 7.33 億馬克。在穩定赤字的壓力下，市議會削減了 1964 年至 1965 年的長期投資計劃，甚至表示在隧道工程完成後將無法投入營運。
1966 年 8 月 17 日，有軌電車的首次試駕在埃舍爾蘭大街下已經完工的 500 米隧道中進行。然而 8 月 23 日，市議會下令暫時凍結剛剛開工的建設B 幹線的地下二期工程 。1968年10月4日地下有軌電車A線的主幹線正式開通。法蘭克福地鐵的開通被稱為：「繼柏林和漢堡之後的德國第三條地鐵，以及世界上第 35 條地鐵。」

### 擴張
開通後不久，網絡擴展的概念受到批評，因為地面鐵路和地下鐵路出地段切斷了城市。因此，在 1970 年代，市政當局開始建造更多隧道。1971年A2線開通，1973 年主線南延至威利布蘭特廣場，1978年A1、A3線全線通車，1984年主線再延伸至法兰克福南站，A線的其他車站於1997年完全開通。
1974 年，第二條地下線路--B線的主線部分路段投入運營，1978 年西端延伸至法兰克福火车总站，東端延伸B1線完工。1980 年B2線開通至博恩海姆。
從博肯海姆大本營到動物園的C線主幹道於 1986 年秋季通車，內城地下軌道網絡基本建成，1992 年C1線通車 延伸至恩克海姆，1999 年 5 月 30 日，開通至法蘭克福東站的CIV支線。C線西的兩條支線端利用既有的有軌電車線，東端的C1線鋪設於地面，這兩個路段鐵路在獨立的軌道上運行，但有平交道口。

### 21世紀的擴張

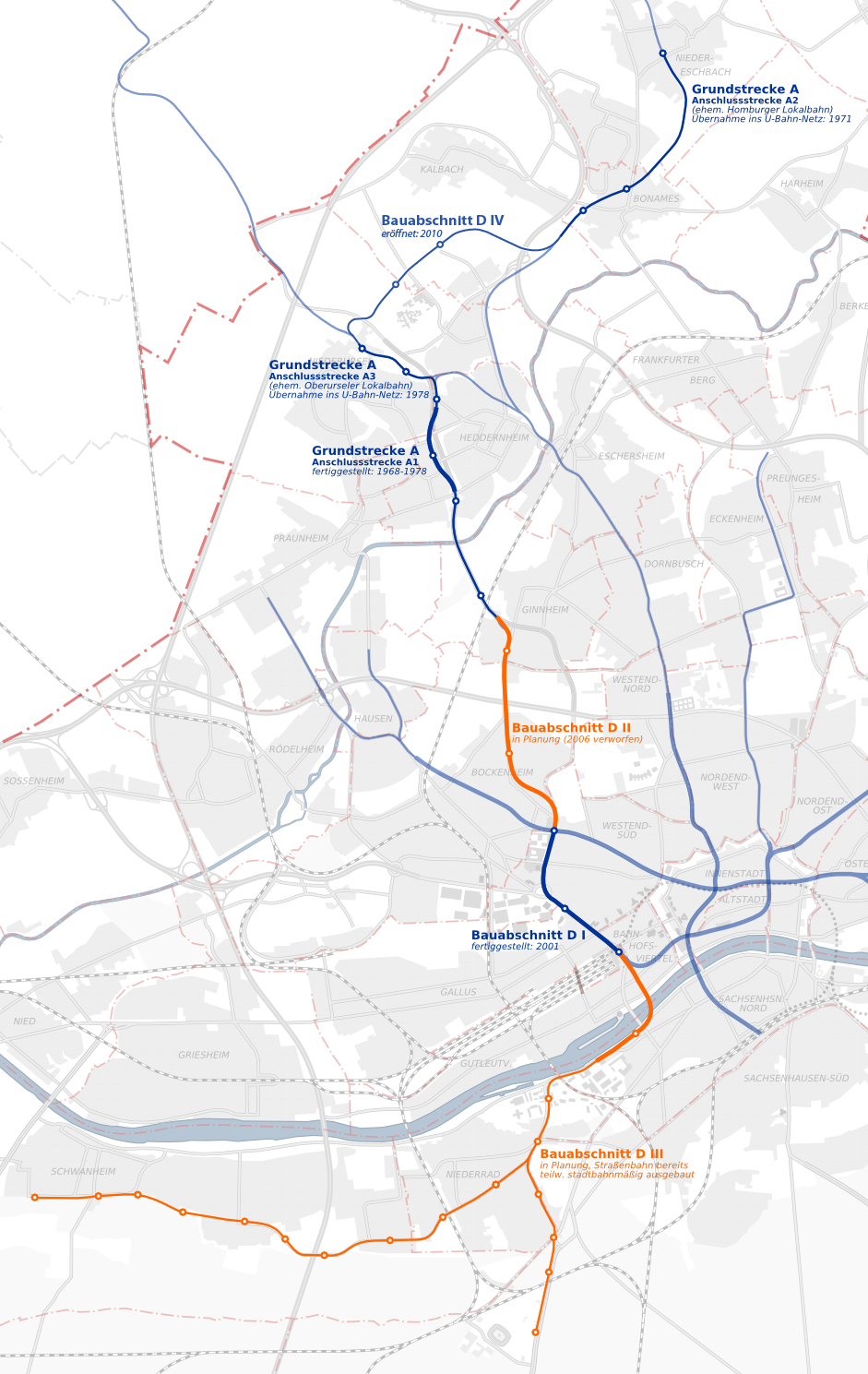
˙D線的原計畫

構成市中心路網的A、B、C主幹線通車後，城市西側的D線工程也開始進行，法蘭克福火車總站到博肯海姆大本營的DI 線於2001年通車，但博肯海姆大本營到金海姆的DII路段建設遭遇阻力。2005年地方選舉之後，新政府宣布凍結DII路段的建設，導致D線無法見成為一條主幹線，DI 線實際上成為B線的西端延伸線，原本預計編入D線的A1路段，至今仍以A1線名義運營。
2008年，B2線向東延伸，與C1線連接，U4運營延伸至恩克海姆，在東端與U7共線。
2010年，DIV路段通車，成為A2與A3線之間的連接線，VGF利用DIV線開通營運路線--U8與U9，其中U9線成為營運路線中，首條沒有經過市中心的路線。

### U5線站台翻新
2013年VGF開始B1線 (營運路線U5)站台的改造，B1線最初使用有軌電車路線運營，最初使用的列車也是有軌電車改造的Pt型列車，相較於準地鐵2.65公尺的車身，Pt的車身僅有2.35公尺，導致極大的站台間隙，因此當1980年B2線完工後，VGF宣布U5不再運行於B線的主幹線，其營運路線縮短，只在B1線上營運。
車身寬度的問題在1998年引入加寬的Ptb型列車後解決，U5重新在B線的主線上運營。不過B1線的站台高度仍不足，只適合低地板的有軌電車列車，對身障人士不利，因此VGF在2013年開始加高B1線的站台高度與長度，並在2016年完工，完工後Ptb型有軌電車退出營運，改以U5型列車營運，所有有軌電車車型的列車退出法蘭克福地鐵的路線。B1線站台翻新原先規劃翻新8個車站，關閉2個舊車站，不過在市議員爭取下，新猶太公墓站決定加入翻新計畫，該站目前關閉，直到翻新工程於2021年完工。

## 路線

### 軌道線

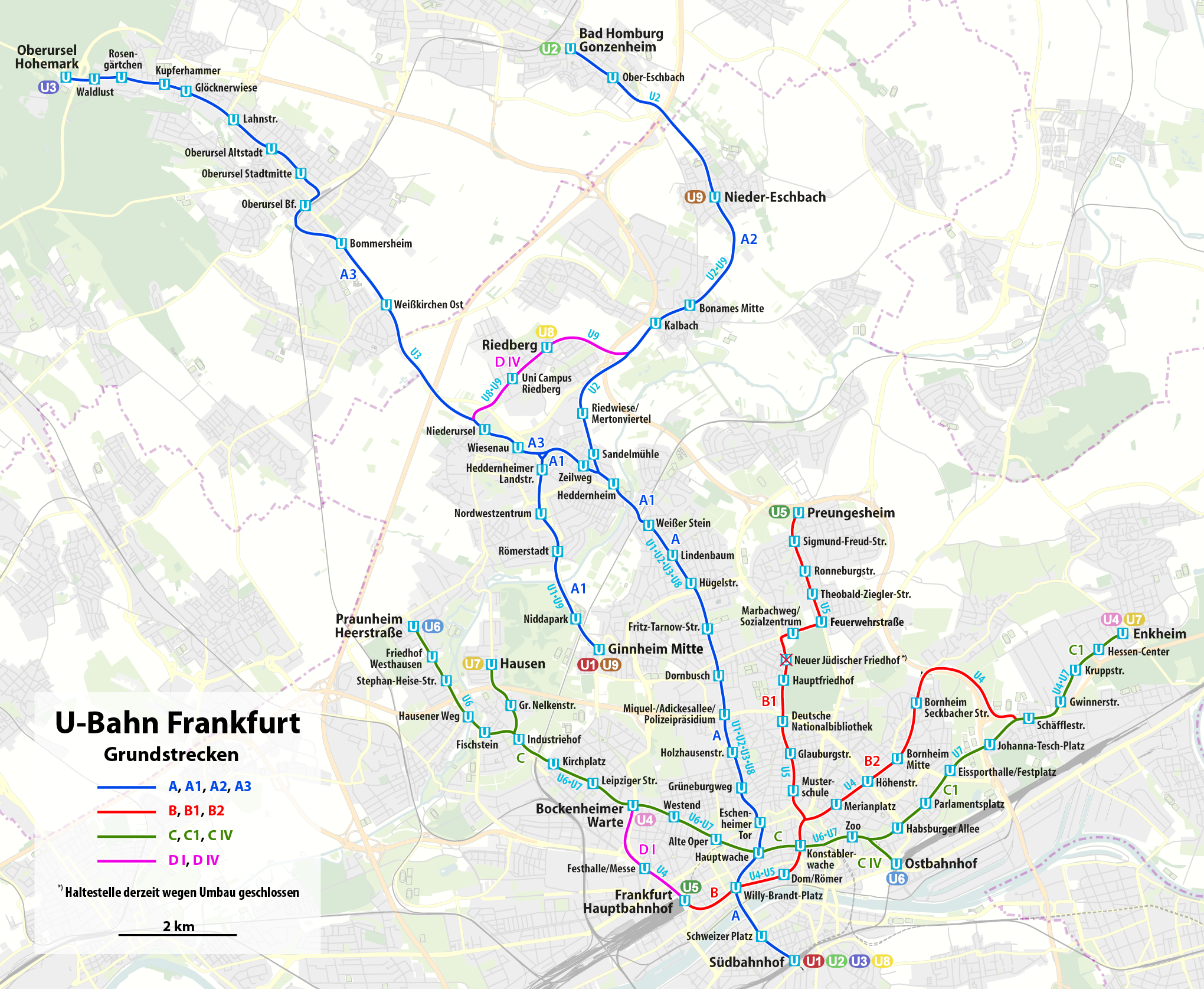
法蘭克福地鐵路線圖，按軌道線分類。

法蘭克福地鐵的軌道由3條主幹線和數條連接線和支線組成。
| 軌道線      | 使用該軌道的路線 | 車站數        |
| ----------- | ---------------- | ------------- |
| 主幹線      |                  |               |
| A           | 、               | 15            |
| B           | 、               | 4             |
| C           | 、               | 9             |
| 連接線/支線 |                  |               |
| A1          | 、               | 5             |
| A2          | 、               | 7             |
| A3          | 、               | 13            |
| B1          | U5               | 11 10(營運中) |
| B2          | U4               | 4             |
| C1          | 、               | 9             |
| CIV         | U6               | 1             |
| 赫爾斯支線  | U6               | 2             |
| 豪森支線    | U7               | 5             |
| DI          | U4               | 3             |
| DIV         | 、               | 2             |
| 總計        | 總計             | 85 84(營運中) |

### 營運路線
法兰克福地铁共有9条營運线路。
| 路線名 | 經過軌道線           | 起訖站                           | 車站          |
| ------ | -------------------- | -------------------------------- | ------------- |
| U1     | A 、A1               | 金海姆 ↔ 法兰克福南站            | 20            |
| U2     | A 、A2               | 巴特洪堡-貢岑海姆 ↔ 法兰克福南站 | 21            |
| U3     | A 、A3               | 上烏瑟爾-霍赫馬克 ↔ 法兰克福南站 | 28            |
| U4     | DI、B、 B2、C1       | 恩克海姆 ↔ 博肯海姆大本营        | 15            |
| U5     | B 、B1               | 普倫格斯海姆 ↔ 法兰克福火车总站  | 15 14(營運中) |
| U6     | 赫爾斯支線、 C 、CIV | 赫爾斯大街 ↔ 法蘭克福東站        | 15            |
| U7     | 豪森支線 C、C1       | 豪森 ↔ 恩克海姆                  | 20            |
| U7     | A、A3、DIV           | 里德貝格 ↔ 法兰克福南站          | 19            |
| U7     | A1、A3、 DIV 、A2    | 尼德-埃施巴赫 ↔ 金海姆           | 12            |

## 列車
法蘭克福地鐵曾經使用過5種準地鐵列車 (高地板)，以及2種有軌電車車輛 (低地板)，目前僅有其中2種準地鐵列車在路線上營運。列車通過600伏特直流電驅動，採用架空電纜供電，保留有軌電車系統的電氣化系統。準地鐵列車寬2.65公尺，有軌電車車寬僅2.35公尺。站台長度與列車寬度限制下，新建路段最長可使用4節編組列車，使用既有有軌電車路段者，只能容納3節編組的有軌電車車型列車。

### 準地鐵列車

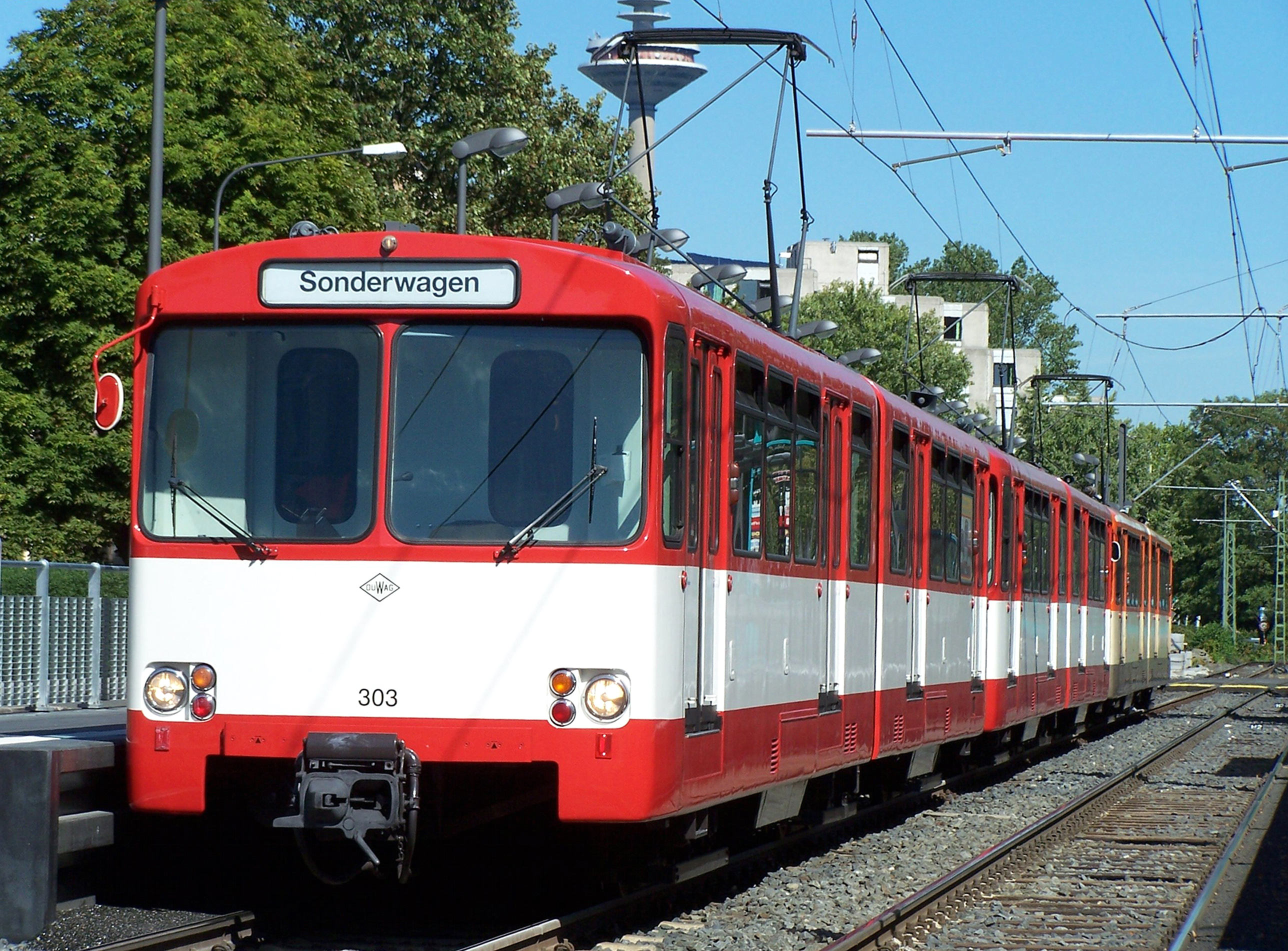
VGF-U2型的保存車輛，重新漆上原始的紅/白塗裝。

#### U1型
U1型是由烏丁根車輛製造廠製造，依照過去有軌電車設計，只製造了2列原型車車廂。最初稱為U6，源自其机车轴式，之後改稱為U1，1976年之後就退出營運，兩列原型車主要用於駕駛訓練。另外VGF也透過U1測試各種列車塗裝，最終確定以紅、白兩色為主的塗裝。目前U1保留1列2節車廂的列車，自1986年之後保存於博物館。

#### U2型

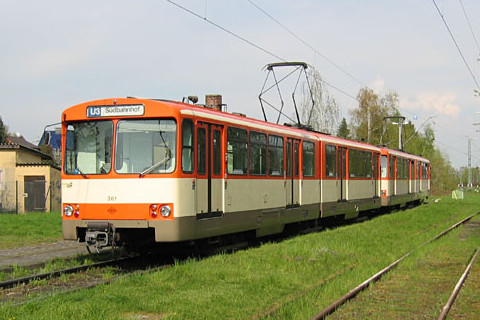
橙色/象牙白塗裝的VGF-U2型

U2型是由烏丁根車輛製造廠製造，以U1為基礎進行改進，兩節列車為一組，於1968到1974年分3批製造97組列車，1980的車輛機廠發生火災，造成5節車廂毀損，因此1984-1985年間增購7組列車。U2最初設計時車輛地板為97公分高，車門處有一個68公分高的台階，因此U2可以使用於當時高度32或56公分的A線站台。每一組U2型列車有64個座位，162個站位，載客量226人。
A線的站台增高工程進行的同時，U2的列車地板高度也相應改變，台階升高至87公分高，與車輛地板僅有10公分差距，可以使用於80公分高的新A線站台，被稱為U2h型。A線引入U4型列車之後，U2型轉移到營運路線U7，為此拆除車門處的台階，一樣在U7線運營的U3型車門處也沒有台階，這些列車成為U2e型。U5型投入A線營運後，又有14組U2h車廂被改為U2e型，用於2008年延伸至恩克海姆的 U4 線。
U2型曾在B1與DIV以外 (營運路線U5、U8和U9以外)的軌道線上使用，2008年U5交付後，U2型開始退役，至2012年A線僅剩2節U2h供必要時使用，2015年U2e也結束在U4線的營運，轉為儲備車輛，2016年4月3日U2型進行最後一次常規載客服務，結束其48年的營運服務。U2型的塗裝最初為紅/白兩色，1984年之後改為橙色與象牙白，1996年又改為VGF的代表色「subaru vista blue」(藍綠色)，在退役之後，VGF將其中最早交付的3組重新漆上紅/白塗裝，用於展示和紀念性行駛。除了法蘭克福地鐵之外，加拿大的愛民頓輕鐵、卡加利轻轨、美國加州的圣迭戈有轨电车、阿根廷的門多薩地鐵，都曾經或正在使用U2型列車，其中在愛民頓、卡加利、門多薩，U2型為現役列車。

#### U3型

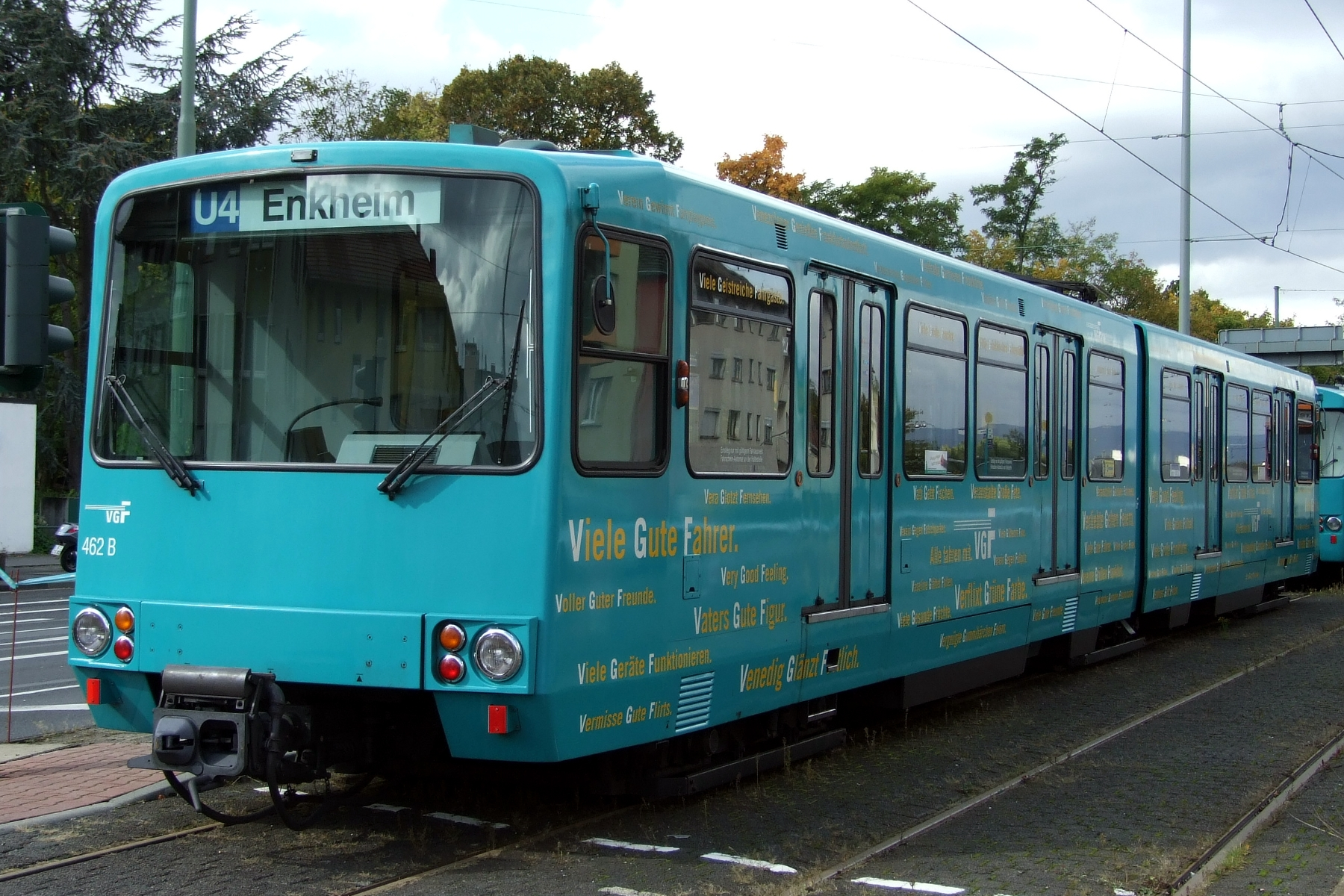
VGF-U3型

U3型也是由烏丁根車輛製造廠製造，U3 型於 1980 年首次交付給VGF共 27 組，同年開通的投入U4線營運，直到2015年之前都只在U4線營運。C線1986年通車之後，VGF計畫增購U3型列車，但由於成本原因，該計劃沒有實施，而是以有軌電車P型車取代。U3型的地板高度為 97 公分，其專為 87 公分高的B、C線站台設計，入口處沒有台階。每一組U3型列車有64個座位，182個站位，載客量246人。
1990年代，兩組經過特殊改裝的U3型列車（476號和477號）在夜間，系統不提供載客服務時，成功地在B線進行了自動駕駛的測試。然而，該自動駕駛車輛從未真正用於載客，測試結束後，車輛就恢復原樣。
U3最初採用橙色與象牙白塗裝，1996年改為VGF的藍綠色系代表色。U3型於2017年結束常規運行，2018年結束最後一次在法蘭克福載客，VGF保留其中3組，剩下24組翻新改裝後，於2019年出售給墨西哥的蒙特雷地鐵使用，預計能繼續使用至少20年。

#### U4型

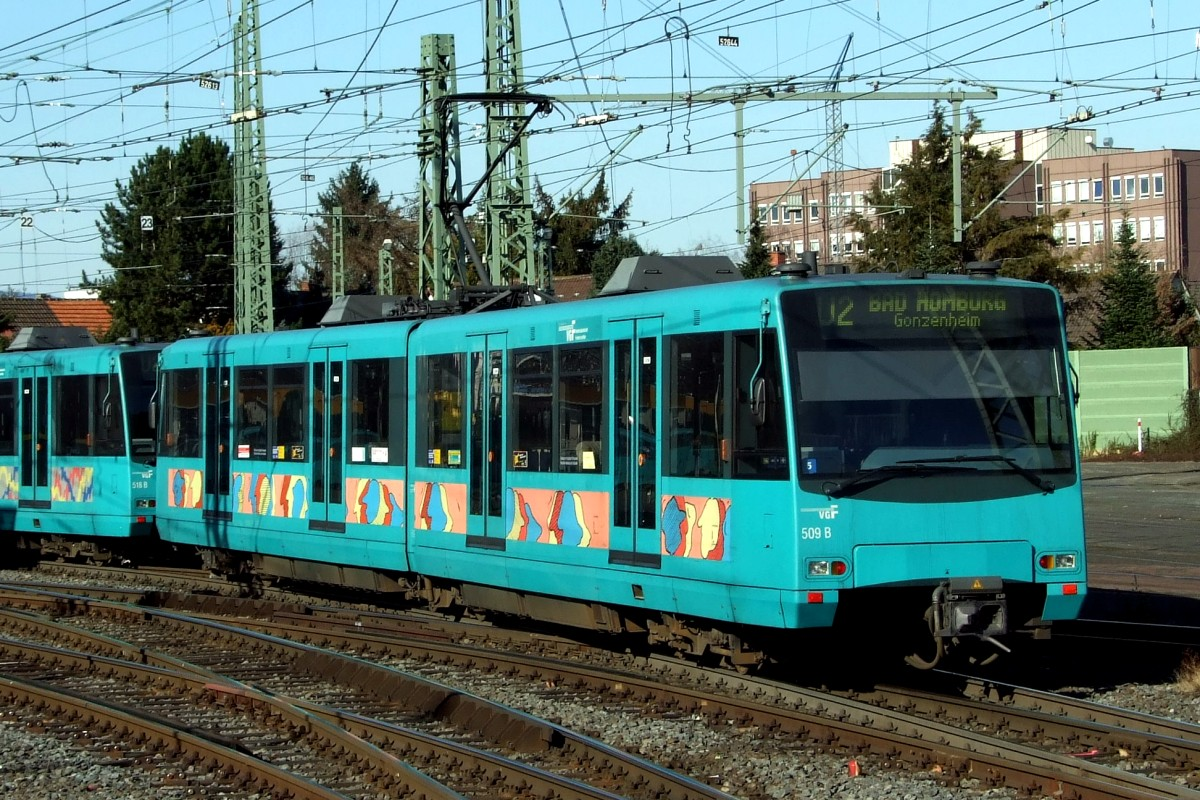
VGF-U4型

U4型也是由烏丁根車輛製造廠製造，1986年C線開通時，VGF原計畫增購U3型，但因財務問題而擱置。然而，由於1990年代初期路網的擴張和乘客人數的增加，如果不擴大車隊，很快就會出現車輛短缺。市政當局最初決定採購 39 組新車，新車原本以 U3 為基礎設計。因此，最初的型號是「U3-2000」，但後來被賦予了自己的系列名稱，因為新設計存在顯著差異，尤其是在技術層面。
U4 系列分為兩個交付。第一個系列包括 18 組車輛，於 1994 年至 1995 年秋季交付。第二個交付系列包括 21組車輛。兩者僅在大燈上的銀色邊框上有所不同。從技術上講，這兩個系列可以混編。隨著最後一輛車於1998年8月7日交付，U4系列完成交付。在U4之後交付使用的U5型列車，也可以與U4混編，U4與U5的混編於2014年被技術監督單位批准。
U4主要於U1、U2和U9線運營，實際上U4車型可以在各條營運路線上使用。U4的車身地板高度較低，僅有80公分，與A線的站台高度相同，可以提供無障礙的進出。每一組U4型列車有63個座位，111個站位，載客量174人。2007年U4型於法蘭克福南站發生事故，導致2組列車被迫除役。

#### U5型

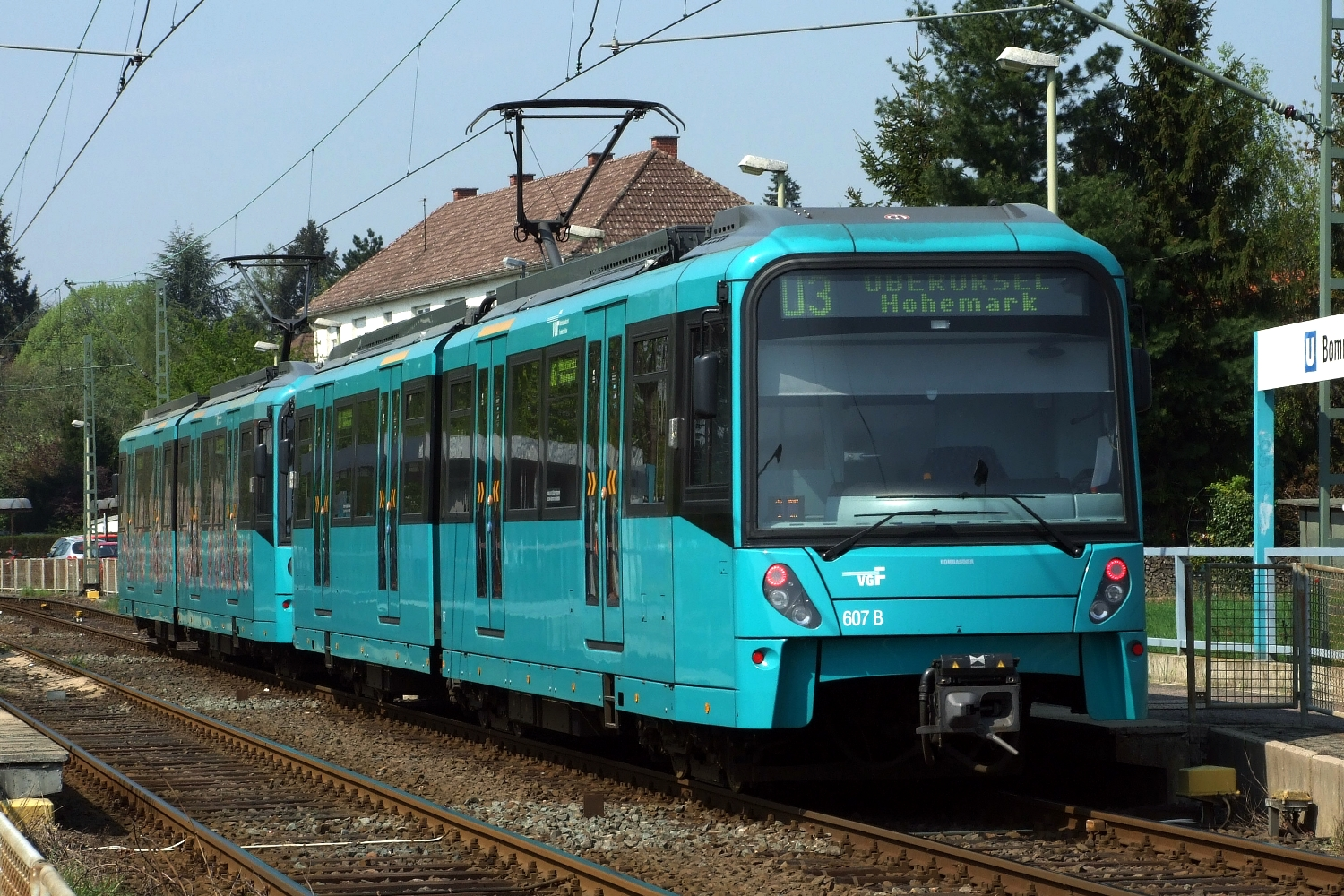
兩組U5-ZR連接成的U5-25型

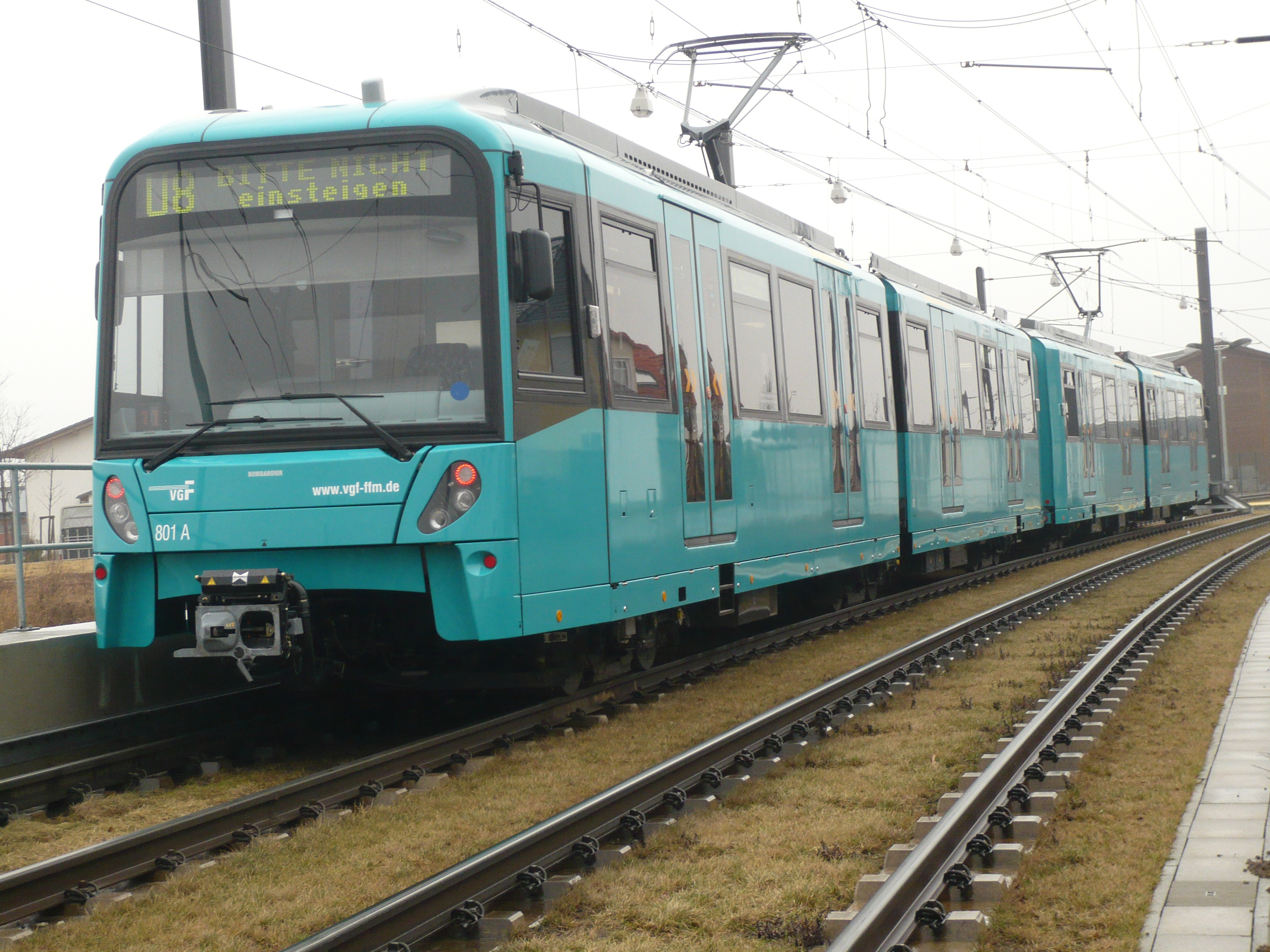
兩組U5-ER連接成的U5-50型

U5型是由龐巴迪製造，屬於龐巴迪Flexity Swift的一個系列。與過去不同，U5型的訂購並不是因為路網、客流增加，而是為了替換舊的列車，預計被替換的包括U2、U3型、與有軌電車Ptb型，在經過與州政府長期爭論與招標之後， 2005 年 12 月 2 日宣布龐巴迪獲得新列車的標案，龐巴迪提供VGF三種車型：
- U5-ZR，2節一組，兩端都有駕駛室，兩組U5-ZR連接成的列車稱為U5-25型。
- U5-ER，2節一組，只有一端有駕駛室，兩組U5-ER反向連接成的列車稱為U5-50型。
- U5-MW，不帶駕駛室的中間車。

2008年U5-ZR開始交付，2011年U5-ER緊接著開始交付，U5交付後首先在A線使用，取代U2h型列車，之後陸續投入C、B兩線，2016年B1線的站台改造完工後，U5線也可以使用U5型列車，取代有軌電車Ptb型。2017年龐巴迪完成U5-ZR與U5-ER的交付，共交付96組U5-ZR與130組U5-ER，不過其中2組U5-ZR於2010年在龐巴迪的車廠檢修時，遭遇洪水，目前這兩組列車已經不再投入營運，因此目前VGF共有224組U5列車。
另外VGF所有的U5-ER都由兩組連接運行，兩組列車之間連通，車身長度達50公尺，因此又稱為U5-50型；相對地，U5-ZR則以原有一組列車長度25公尺，命名為U5-25型。2018年，VGF宣布訂購23組U5-MW，預計2021-2022年間交付，可以與U5-ER連接，編成6節或8節，長度75或100公尺的列車。U5也可以與U4混編，U4與U5的混編於2014年被技術監督單位批准。
U5-ZR一組有48個座位，136個站位，載客量184人；U5-ER一組有47個座位，142個站位，載客量189人，每組都另外有6個可折疊座位，該空間必要時可以提供給身障人士使用。

### 有軌電車車輛

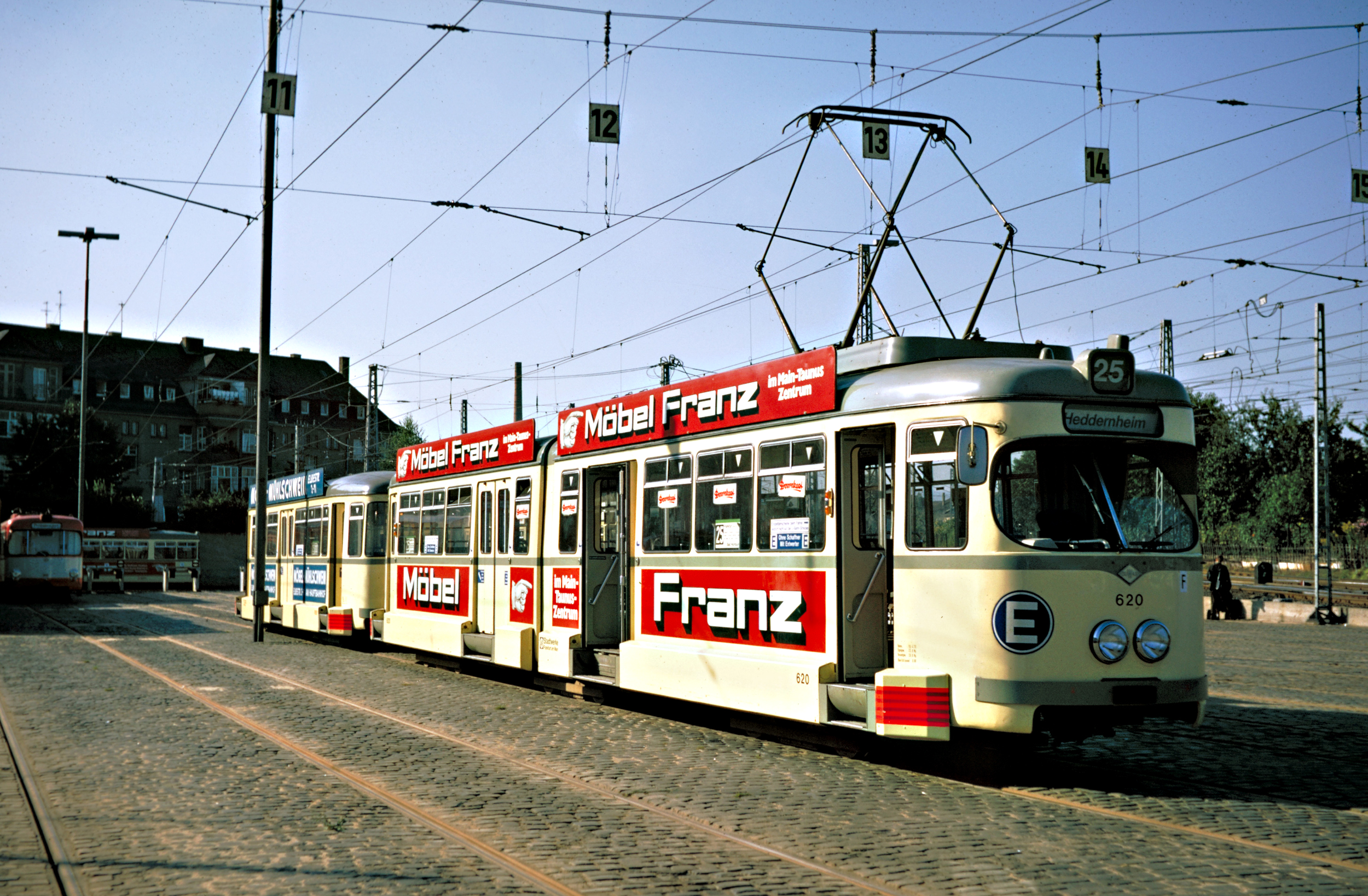
VGF-Mt型列車，可見車身下半部的加寬構造與摺疊台階

VGF曾在法蘭克福地鐵使用過兩種有軌電車車輛，目前都已經退出地鐵路線，隨著B1線的站台增高完成，未來VGF不會在法蘭克福地鐵路線中使用有軌電車車輛。

#### Mt型
由於成本因素，1968年開通A線之後，VGF將26組烏丁根車輛製造廠製造的有軌電車M型車改造，使其可以在地鐵路線中運行，稱之為Mt型，t代表隧道兼容。Mt型列車在車門處增加寬度，以避免有軌電車較窄的車身與站台之間的間隙，同時在車身處配置可折疊的台階，使其可以同時適用於地鐵和有軌電車不同高度的站台。
隨著U2型交付數量增加，Mt型有軌電車最終於1978年結束在A線營運，之後它們又被改造恢復為有軌電車的車身，繼續在電車線營運，直到1998年除役，大部分被賣給東歐的城市，在那裏繼續使用。

#### Pt型

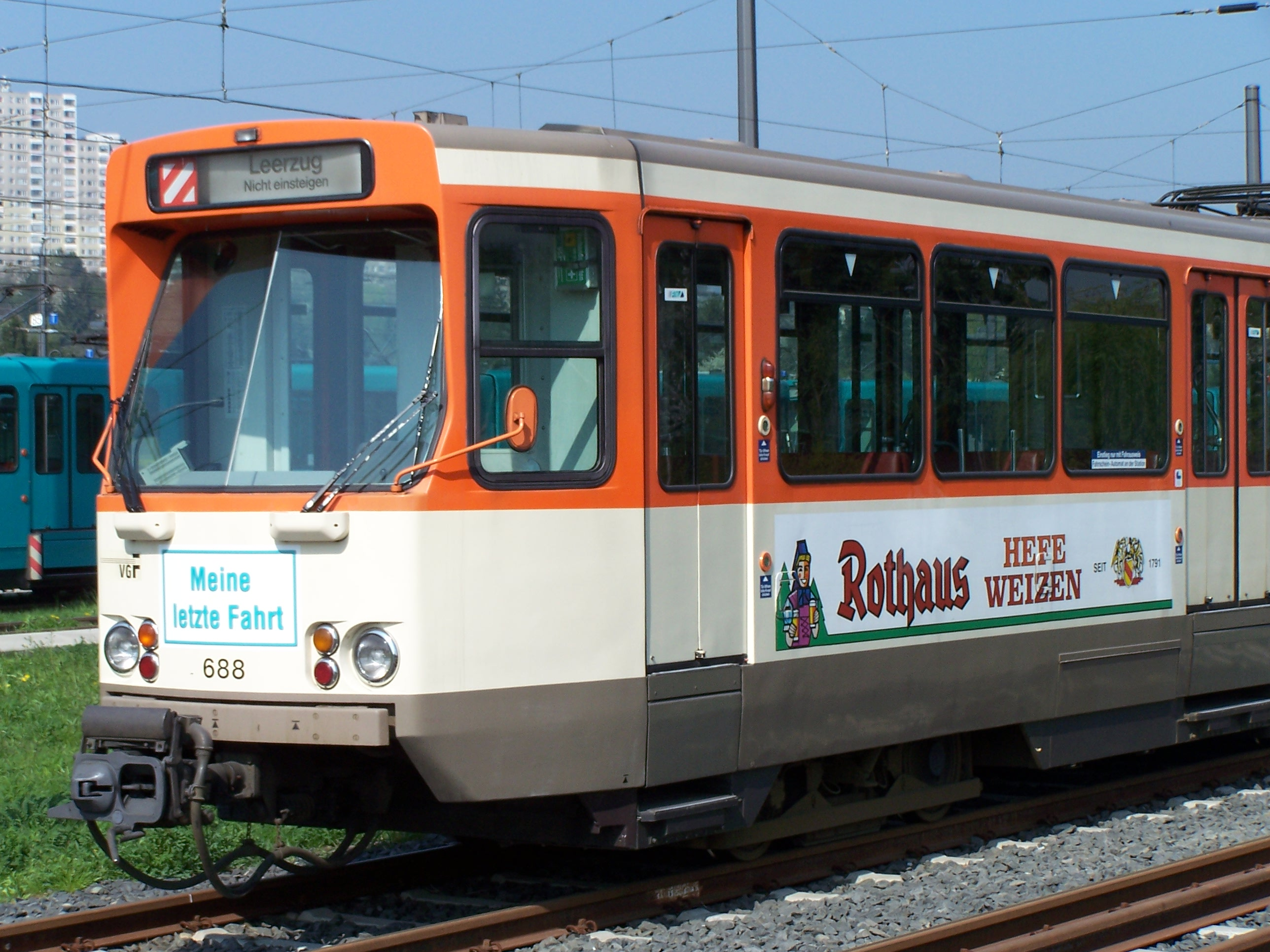
Pt型，可見車門沒有加寬構造

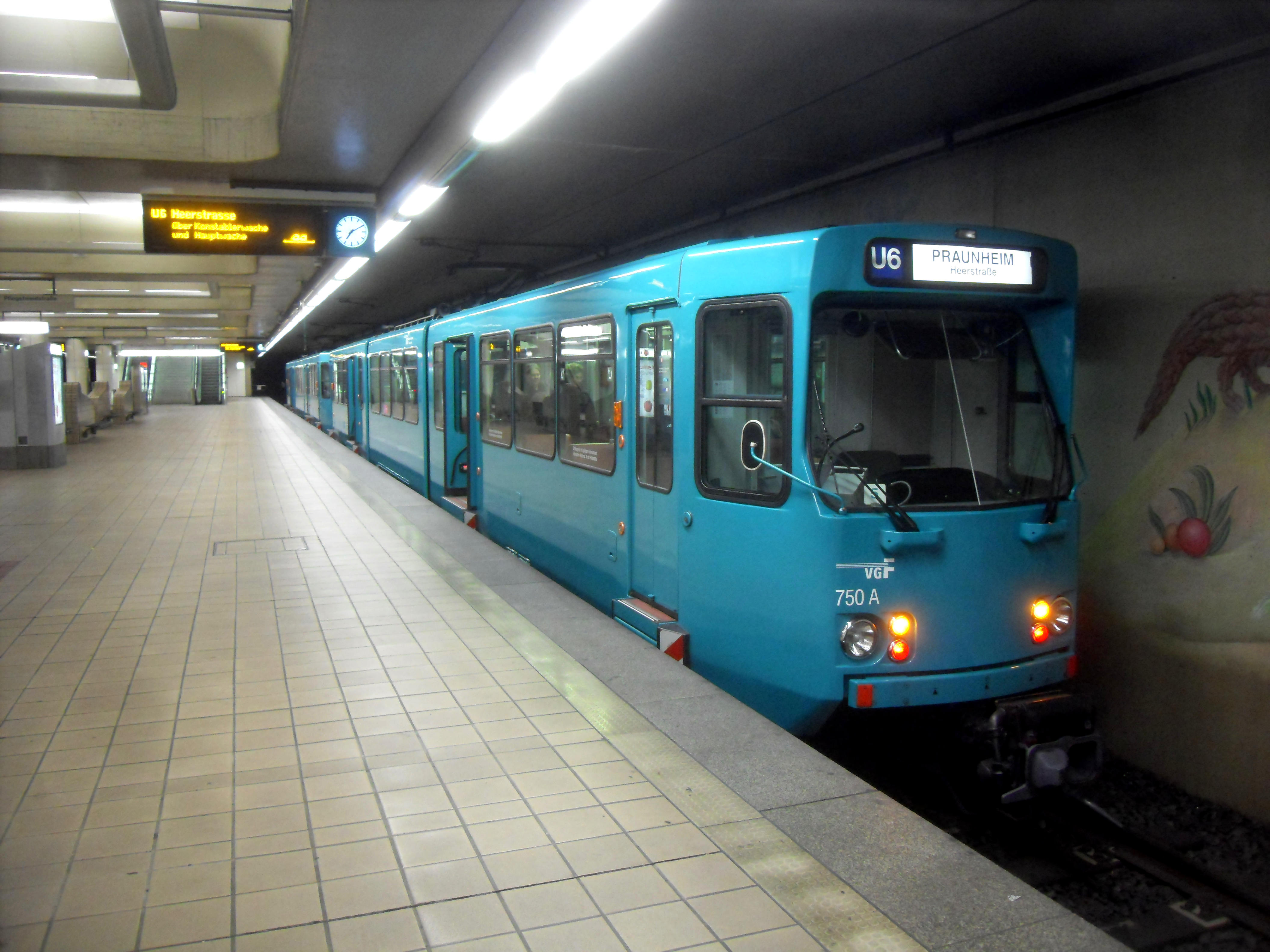
Ptb型，可見車門有加寬構造

與經過改造的Mt型不同，Pt型在訂購時就同時生產了兼容有軌電車與地鐵路線的車型，每一組Pt型列車有62個座位，180個站位，載客量為242人。
P型也是由烏丁根車輛製造廠製造，總共交付100組列車，1972年交付第一批30組，帶有可折疊台階，用於1974年開通的B線。由於第二批交付列車只能在有軌電車路線營運，為了區分將第一批改稱為Pt型；隨後1978年完成第三批交付。1986年C線開通之後，VGF將第三批中的27組列車改裝為Pt型，1992年C1線開通，VGF又將剩餘的所有P型都改裝為Pt型。
2005年為了與U2和U3型列車混編，VGF將編號692至750的59組列車車門處加寬，稱為Ptb型，其他Pt型則退出地鐵營運，改為在有軌電車路線作為儲備列車使用，並在2007年停止常規營運，其中17組出售給土耳其的加濟安泰普電車，2010年波兰的西里西亞市際鐵路購買11組。
Ptb型則一直使用直到2016年B1線的站台增高工程完工，期間有3組Ptb於2013年因營運需求，被改回Pt型，重新使用於有軌電車路線。2016年B1線站台增高工程完工之後，Ptb型退出地鐵路線營運，未來VGF不會在法蘭克福地鐵路線中使用有軌電車車輛。2018年又有5組Ptb列車被改回Pt型，重新使用於有軌電車路線，直到新的有軌電車交付使用。其餘 Ptb 型列車的進一步用途不得而知。

## 未來計畫

### A線

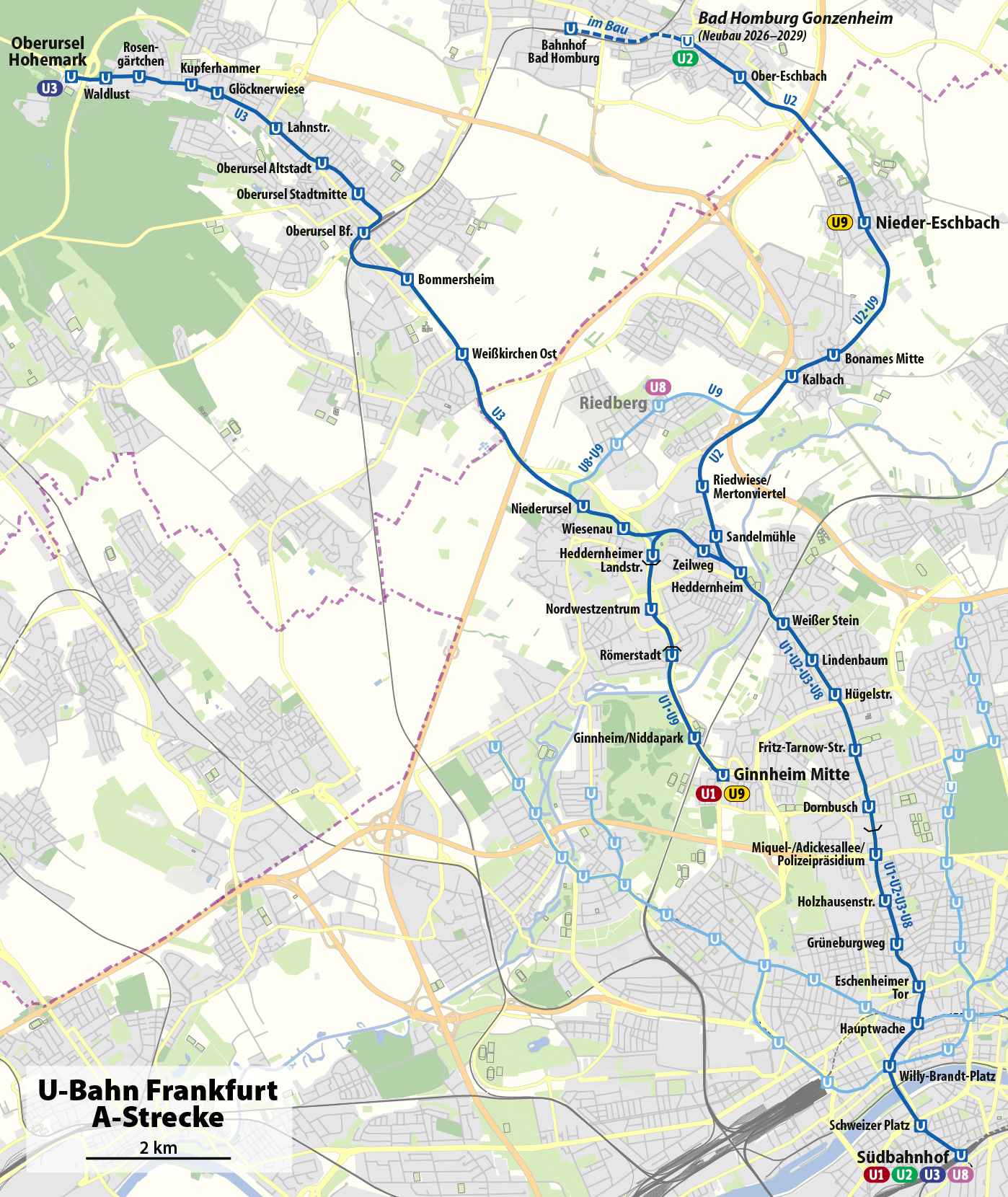
A線，包含計畫路段。

A線的計畫包括2個延伸計畫，與地下隧道延長計畫。 延伸計畫中，北端支線A2 (營運路線U2)計畫延伸至巴特洪堡市中心，該工程獲得多數民意支持，但原計畫因為環評問題，以及和現有萊茵-美因城市快鐵線路線平行，因此受到阻礙。為此法蘭克福改變計畫，新計畫將路線改為地下化，下穿城鐵路線。新計畫於2011年提出，2016年通過，新計畫長1.7公里，新建車站1座，並改建原本的終點站，使其地下化，因為新計畫將在原終點站前190米處便開始地下化，新的終點站為城鐵S5線的巴特洪堡車站。2018年10月28日，A2線延伸在巴特洪堡進行公投，投票率63.8%，延伸計畫獲得70.3%的投票選民支持，建設資金的80%將由州政府資助。預計2023年開工建設，2028年開始營運。
相較於北端延伸，另外兩個計畫目前前景不明，南端延伸因為失去聯邦政府資金支持，在1990年代停止。隧道延長計畫則計畫延伸A線主幹線的地下隧道，A線近市區的地面軌道，自開通以來已經造成超過30人死亡，但市議會拒絕這項成本效益低的工程。

### B線

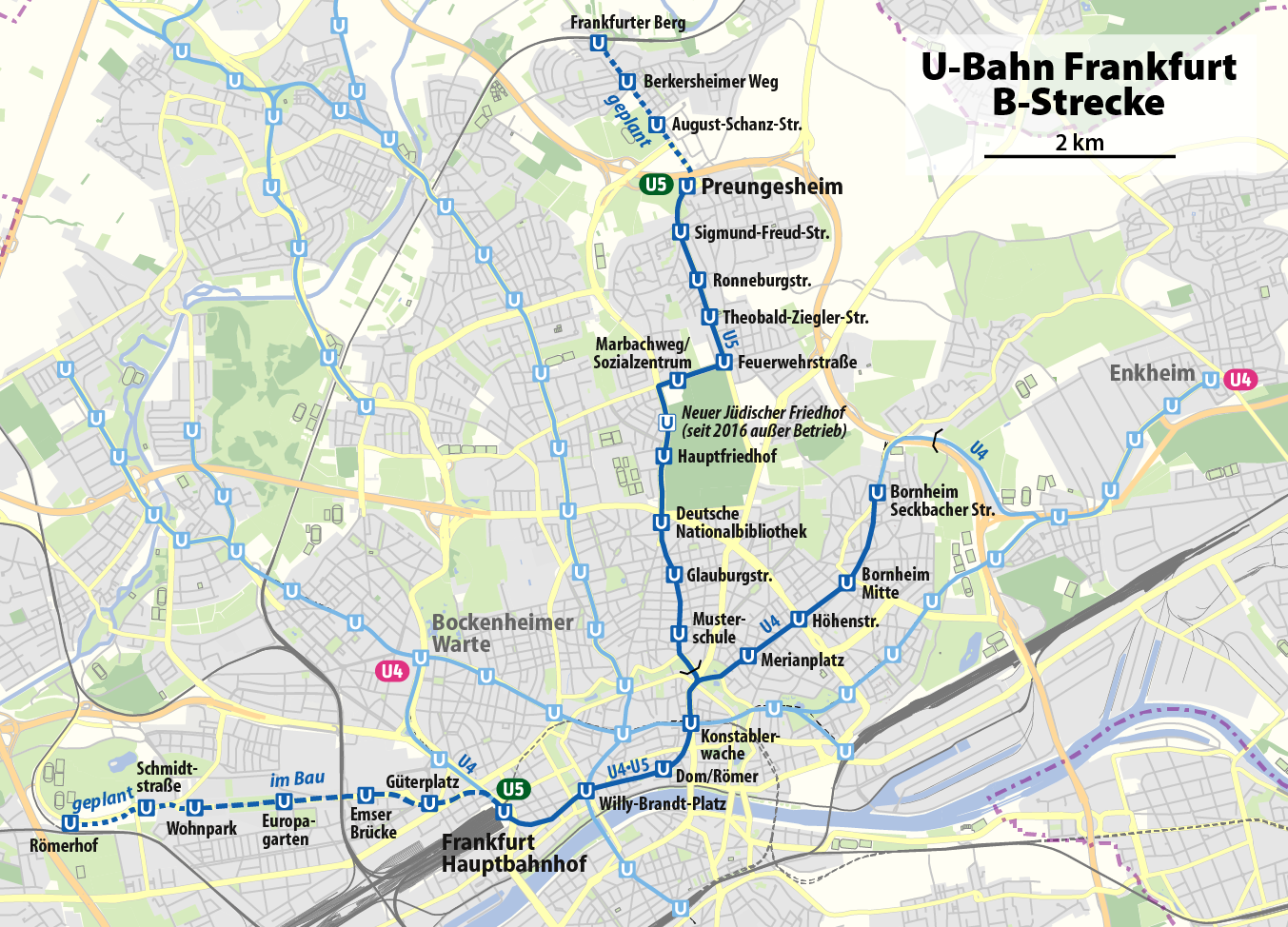
B線，包含計畫路段。

2005年，法蘭克福決定開發原有的鐵路貨運站用地，為此計畫將B線向西延伸，2011年市議會決定該路線修建，計畫2012年年動工，2017年完工。然而2012年市議會基於成本考量，改變原本全線地下化的計畫，大約一半的路段在地面行駛。新計畫將建設2.7公里的延伸線，其中1.4公里為地下路段，1.3公里為地面路段；新建車站4座，其中1座地下車站，3座地面車站。路線從法蘭克福火車總站開始，經過地下段後在歐羅巴大道出地，並在歐羅巴大道中央鋪設的軌道行駛，歐羅巴大道被設計為一條林蔭大道，並在抵達終點站前與道路一同，經過隧道下穿歐羅巴公園。
西延伸工程於2014年開始前期工程，2017年9月26日舉行象徵性的動工儀式，目前因為盾构机損壞，通車時間自原定的2024年延後至2025年，西端還有繼續延伸的可能性。
除了西端之外，東端的B1線 (營運路線U5)目前也有延伸計畫，計畫向北延伸1.7公里，新建3座車站，終點站位於城鐵線的法蘭克福堡車站，目前並沒有詳細時程，可能在2028年開通。

### D線

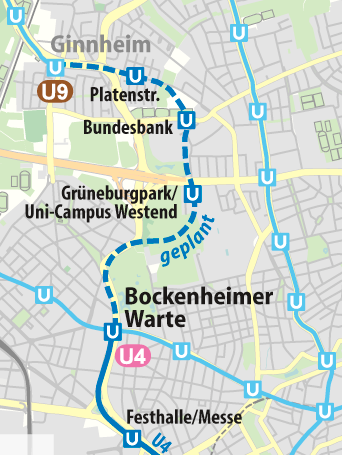
金海姆曲線方案

由於DII路段未能動工開通，目前通車DI與DIV在路網中只是兩條支線，為了使D線成為主幹線，VGF必須完成DII路段的建造，原計畫的DII路段在有軌電車16號線的軌道地下，但被联盟90/绿党反對，他們希望保留有軌電車16號線，2006年市政選舉後，綠黨與基民盟組成聯合政府，阻止原計畫得通過。2010年市議會決定尋求替代方案，其中公民倡議組織「拯救U5」提出的「金海姆曲線」方案效益最高，同時也能保留有軌電車16號線，該方案將建設3座新車站，繞道避開有軌電車16號線。2015年市議會表示原則上支持該路段建設，但並未決定使用哪一種路線。